# 下两站
下两站是位于四川省巴中市南江县下两镇的一个铁路车站，邮政编码636648。车站建于2010年，有广巴铁路经过该站，现仅办货运业务，不办理客运业务。车站距离广元南站133公里，隶属成都铁路局，是四等站。